# Jan Dzieślewski
Jan Powała-Dzieślewski (ur. 7 kwietnia 1907 w Nowym Sączu w środowisku inteligenckim, zm. 8 stycznia 1985 w Nowym Sączu) - artysta malarz, pedagog, prezes Polskiej Organizacji Artystów Plastyków "Kapitol"

## Życiorys
Uczęszczał do II Gimnazjum im. Bolesława Chrobrego, gdzie rozwijał swoje wrodzone zdolności plastyczne pod kierunkiem prof. Romualda Reguły artysty malarza.
Po złożeniu egzaminu dojrzałości w 1929 r. odbył studia malarskie na Wydziale Sztuk Pięknych Uniwersytetu im. Stefana Batorego w Wilnie m.in. pod kierunkiem prof. Ferdynanda Ruszczyca i prof. Ludomira Ślendzińskiego.
Prezes i współtwórca Polskiej Organizacji Artystów Plastyków "Kapitol". Jego prace artystyczne były przedstawiane na wielu wystawach krajowych i zagranicznych.